# Šomat
Šomat je naselje v Občini Šentilj.